# Magyars
Cet article fait référence au groupe ethnique magyar. Pour sa langue, consulter l'article sur le hongrois.
Les Magyars (en hongrois : magyar [ˈmɒɟɒɾ]) sont les personnes formant le peuple hongrois.
Le terme « Hongrois » désigne en français les citoyens de la Hongrie, quelles que soient leurs langues, origines et traditions culturelles. Le terme « Magyar », quant à lui, désigne un groupe ethnique, culturel et linguistique de langue hongroise ou proto-hongroise dont l'aire de distribution actuelle dépasse de loin les frontières de la Hongrie moderne, pour s'étendre dans la plupart des pays adjacents. Les minorités de langue hongroise présentes dans lesdits pays sont d'ailleurs souvent appelées « minorités magyares ». Le terme Magyar en français a aussi une forte connotation historique : les principaux ancêtres du peuple hongrois actuel, dont on sait peu de choses sinon qu'ils auraient migré à travers l'Asie centrale et la Russie pour s'établir sur le territoire de l'actuelle Hongrie et même au-delà en Europe centrale, sont appelés « Magyars » (au pluriel dans la langue hongroise : magyarok, prononcé [ˈmɒɟɒrok]). Cette distinction entre les deux termes, hongrois et magyar, n'existe pas en langue hongroise, puisque « hongrois » se dit magyar dans celle-ci.
Les premiers Magyars seraient donc originaires d'Asie centrale et, par des migrations successives d'est en ouest dans la steppe eurasienne, se sont d'abord établis dans l'Oural, ensuite au nord de la mer Noire dans la steppe pontique (pays d'Etelköz, actuelles Ukraine et Moldavie) et finalement en Europe centrale, dans le bassin du moyen-Danube où ils ont créé au IXe siècle le « pays magyar » (Magyarország) c'est-à-dire la Hongrie. Des controverses historiographiques récurrentes évoquent l'existence de « Magyars orientaux » (keleti Magyarok) dans le Caucase et en Asie centrale ; d'autres portent sur la date et l'antériorité des migrations des Magyars et des peuples germaniques, slaves ou romans voisins,,,.
De nos jours, le qualificatif « magyar » est le plus souvent utilisé comme un ethnonyme pour désigner la catégorie ethnique dans son sens historique (avant la création de l'État hongrois) ou dans son sens socio-culturel, incluant les Magyars d'outre-frontières, à savoir les minorités de langue hongroise dans les pays frontaliers de la Hongrie. En hongrois, le qualificatif magyar est utilisé dans un sens politique, pour désigner tout ce qui est relatif à la Hongrie comme État-nation historique et moderne ; le qualificatif « pannonien » est également utilisé pour évoquer le périmètre de l'ancien royaume de Hongrie avant sa fondation, pendant son histoire et depuis sa fragmentation après la Première Guerre mondiale.

## Étymologies comparées
L'origine du mot « magyar » est peu connue. Parmi les théories les plus acceptées quoique non démontrées, il en est une selon laquelle parmi les sept tribus hongroises qui s'établirent dans le bassin du moyen-Danube, la tribu dirigeante se faisait appeler par l'autoethnonyme Megyer.
La première mention de l'ethnonyme magyar se trouve dans des chroniques arabo-persanes vers 870, sous la forme مجغرية maǧġirīya. Le nom propre apparenté Mogyer(i) se trouve en grec dès le VIe siècle sous la forme Μοῦγελ [muɣel] et vers 810-815 sous la forme Μουάγερι(ν) [muaɣeri].
Si le nom des Hongrois vient très probablement des Onoğurs, peuple turcophone du nord de la mer Noire que les tribus magyares rencontrèrent et assimilèrent au IXe siècle en Etelköz, à la veille de s'installer dans la grande plaine hongroise, il existe dans la plupart des langues d'Europe occidentale une ambiguïté datant du Moyen Âge : celle-ci affirme que « Hongrois » viendrait des Huns, et les noms hunniques tels qu'« Attila » (le plus grand des chefs hunniques) et « Réka » (une reine hunnique) sont d'ailleurs encore très populaires en Hongrie, bien que ces deux prénoms soient en fait d'origine gotique.
En français, « magyar » désigne généralement le peuple parlant hongrois quels que soient les pays où il vit, tandis que « hongrois » peut désigner soit les Magyars dans l'acception ethnique, historique et linguistique, soit les citoyens de la Hongrie quelles que soient leurs origines, cultures et langues, dans l'acception administrative et politique. Cette ambiguïté se retrouve dans de nombreuses langues d'Europe occidentale (allemand, espagnol, italien, etc.), mais aussi dans les pays frontaliers de la Hongrie, où se trouvent d'importantes minorités de langue hongroise. En outre, en roumain courant, « hongrois » (ungur, adjectif ungar ou unguresc) est un terme générique qui, outre les citoyens hongrois, englobe trois communautés de langue hongroise distinctes : les « Magyars » (maghiari, magyarok), les « Sicules » (secui, székelyek) et les « Csángós » (ceangăi, csángók), alors que dans les statistiques officielles, ces derniers sont séparés des deux premiers.
| hongrois | magyar                      | magyar[A]                                           |
| Langues des pays limitrophes de la Hongrie, où vivent des minorités hongroises.                                                          |                             |                                                     |
| allemand | Ungar                       | Magyar, Ungar                                       |
| croate | Mađar                       | Mađar[A]                                            |
| roumain | ungur                       | maghiar[B]                                          |
| serbe | Мађар (Mađar)               | Мађар (Mađar)[A]                                    |
| slovaque | Maďar, vieilli : Uhor       | Maďar[A]                                            |
| slovène | Madžar                      | Madžar[A]                                           |
| ukrainien | угорець (uhórec')           | угорець (uhórec')[A]                                |
| Notes Aa b c d e f Confusion entre l'ethnonyme et le gentilé. B^ L'ethnonyme est utilisé comme catégorie ethnique lors des recensements. |                             |                                                     |
| Autres pays |                             |                                                     |
| albanais | hungarez                    | hungarez                                            |
| anglais | Hungarian                   | Magyar, Hungarian                                   |
| arabe | مجري (maǧarī)               | مجري (maǧarī)                                       |
| biélorusse | венгр (venhr)               | венгр (venhr)                                       |
| bulgare | унгарец (ungárec)           | унгарец (ungárec), historique : маджарин (madžárin) |
| chinois | 匈牙利人 (xiōngyálì rén)    | 马扎尔人 (mǎzháěr rén), 匈牙利族 (xiōngyálì zú)     |
| danois | ungarer                     | ungarer, historique: magyar                         |
| espagnol | húngaro                     | magiar                                              |
| estonien | ungarlane                   | ungarlane, madjar                                   |
| finnois | unkarilainen                | unkarilainen, historique : madjaari                 |
| français | hongrois ou magyar          | magyar                                              |
| grec | Ούγγρος (úngros)            | Ούγγρος (úngros), historique : Μαγυάρος (magiáros)  |
| hébreu | הונגרי (hungari)            | מדיארי (madiari)                                    |
| italien | ungherese                   | magiaro, historique : ungaro                        |
| japonais | ハンガリー人, (hangarī jin) |                                                     |
| letton | ungārs                      | ungārs, historique : maģārs                         |
| lituanien | vengras                     | vengras, historique : madjaras                      |
| macédonien | Унгарец (Úngarec)           | Унгарец (Úngarec)                                   |
| norvégien | ungarer                     | madjarer                                            |
| néerlandais | Hongaar                     | Hongaar, Magyar                                     |
| persan | مجار (majār)                | مجار (majār)                                        |
| polonais | Węgier                      | Węgier, Madziar                                     |
| portugais | húngaro                     | magiar                                              |
| russe | венгр (vengr)               | венгр (vengr), мадьяр (mad'iar)                     |
| suédois | ungrare, magyar             | ungrare, magyar                                     |
| tchèque | Maďar, vieilli : Uher       | Maďar                                               |
| turc | Macar                       | Macar                                               |

### Origines

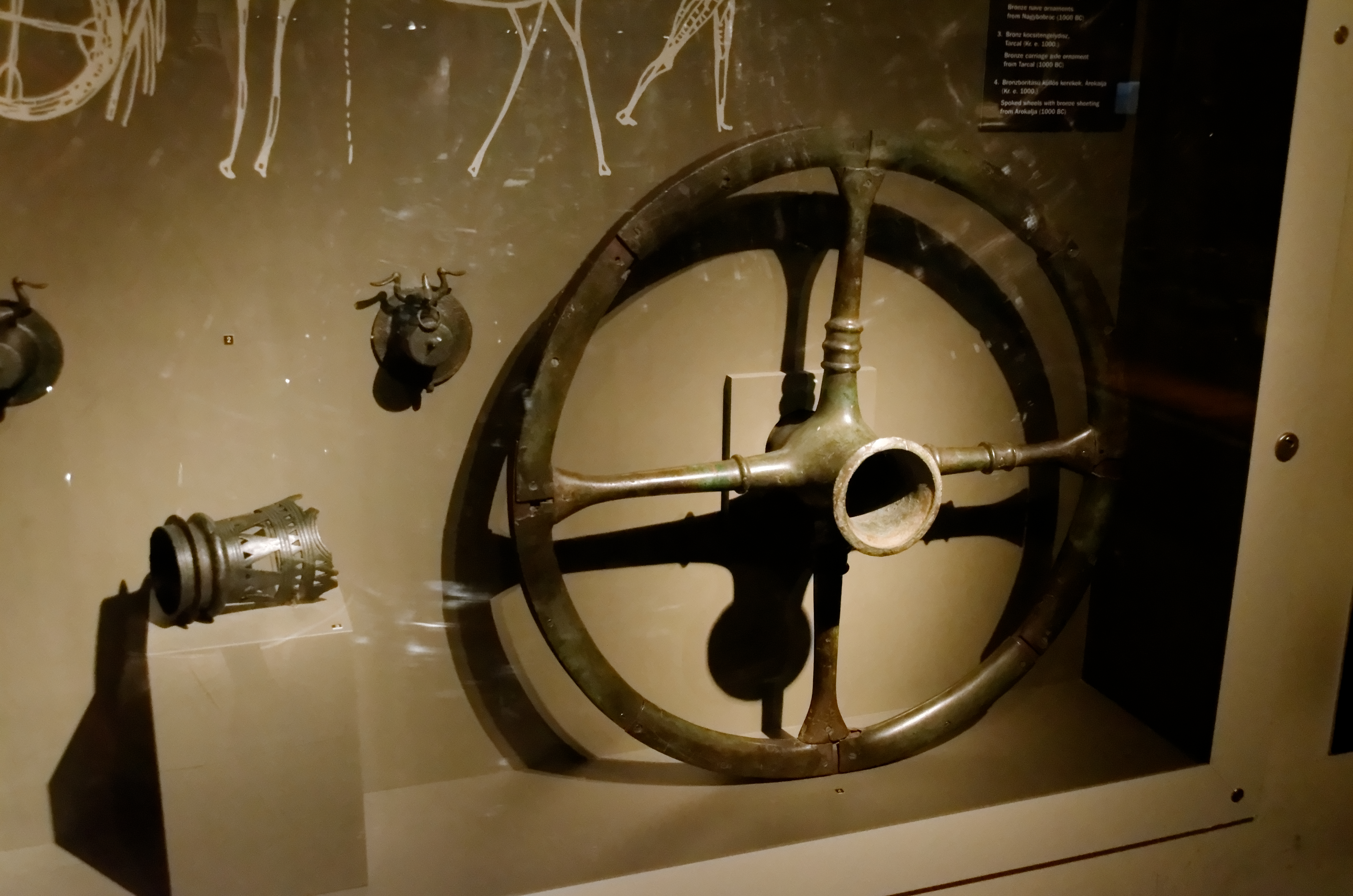
Roue à rayon et plaquage de bronze retrouvé à Árokalja (-1000).

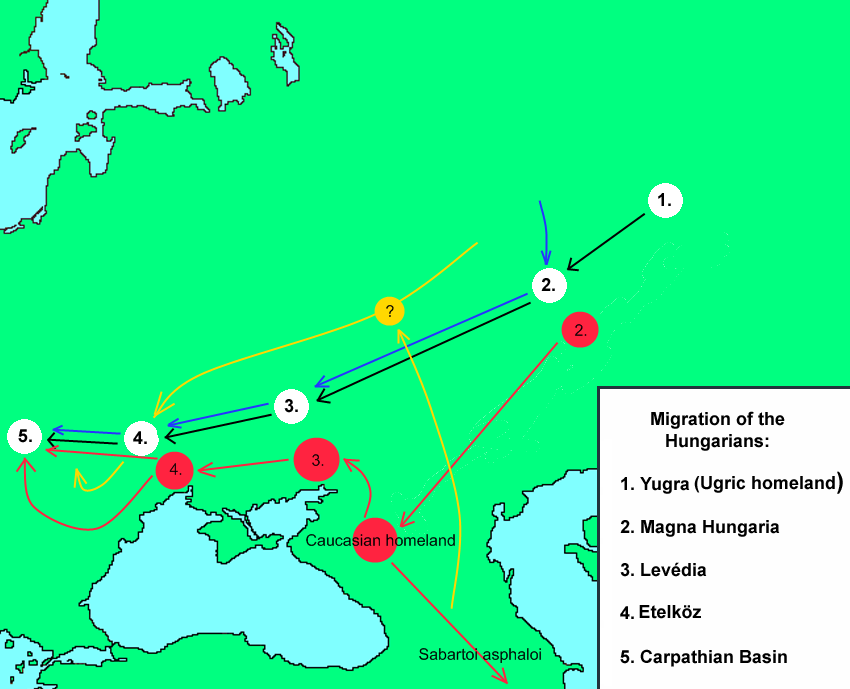
Les migrations des Magyars.

## Histoire

### Jusqu'auVIesiècleav. J.-C.: départ de l'Est des montagnes de l'Oural
Des tribus finno-ougriennes sont installées depuis -4000 à l'est de l'Oural. Il s'agit essentiellement de chasseurs-cueilleurs.
Ces « Finno-Ougriens » (probablement les ancêtres des Finnois actuels aussi) s'installent dans la vallée de la Kama, à l'ouest des monts Oural autour de 3000 av. J.-C.. Les « Ougriens » (les ancêtres des Magyars) restent quant à eux à l'est de l'Oural dans les steppes boisées de Sibérie occidentale jusqu'en -2000 au moins. Les restes des lieux d'habitation trouvés sont d'ailleurs très proches de ceux découverts au nord-ouest du site de la culture d'Andronovo. À partir de 1500 av. J.-C., et grâce probablement à l'aide de tribus voisines, ils apprennent l'agriculture, la domestication du bétail et le travail du bronze, et s'orientent de plus en plus vers une culture équestre.
Des changements climatiques intervenus au début du Ier millénaire av. J.-C. déplacent le sous-groupe des Ougriens de l'Ob (« Ob-Ougriens ») plus en aval de la rivière Ob (vers 500 av. J.-C.), alors que ceux qui allaient devenir les Magyars (« Protomagyars ») restent plus au sud pour devenir des éleveurs nomades.

### IVesiècleav. J.-C.- 830: la Bachkirie et le khânat Khazar

Arrivée des Magyars en Hongrie, 893-902.

Cavalier magyar (, Honfoglaló lovas, 1930. Móra Ferenc Múzeum, Szeged).

Les Protomagyars migrent vers l'ouest des monts Oural entre les IVe et Ve siècles av. J.-C. et s'installent entre les montagnes et la Volga, en Bachkirie.
Au début du VIIIe siècle de l'ère chrétienne, les Protomagyars arrivent sur le Don. La présence de descendants des Protomagyars restés en Bachkirie est documentée jusqu'en 1241. De nombreuses références historiques assimilent d'ailleurs les Bachkirs et les Hongrois aux deux branches d'un même peuple. Les Bachkirs actuels sont pourtant très différents de leurs ethnonymes, ceux-ci ayant été largement décimés par les invasions mongoles (XIIIe siècle) et assimilés aux peuplades turques qui s'installèrent par la suite.
Les Proto-magyars de la région du Don sont des sujets du khanat khazar. Organisés en une confédération de sept tribus (Jenő, Kér, Keszi, Kürt-Gyarmat, Megyer, Nyék et Tarján), leurs voisins sont les « Proto-bulgares » et les Alains. Les Proto-Bulgares et les Magyars entretiennent de nombreuses relations en Khazarie, que ce soit dans l'alliance ou le conflit : Khazars et Proto-Bulgares ont transmis aux Magyars des éléments de leurs langues turciques. Le système à trois chefs (connus plus tard sous le nom de « kende » (chef sacral), « gyula » (chef de guerre) et « harka » (juge suprême (?)) date également de cette époque.
Les études génétiques récentes (2019-2022) confirment les indications historiques. Ainsi, les Magyars conquérants semblent former une population récemment constituée comprenant des composants purement européens, asiatiques et mélangés. Leurs lignées paternelles et maternelles hétérogènes indiquent une origine phylogéographique similaire chez les mâles et les femelles, dérivée de sources venant de l'Asie centrale et de la steppe pontique européenne. Une partie importante des lignées uniparentales des premiers conquérants peut être dérivée des régions de la Volga et de l'Oural et elles montrent une affinité avec la population de la culture Sargat (en) de l'âge du fer, ce qui suggère qu'elles n'ont qu'une interaction limitée avec la population locale du bassin des Carpates.
La composition des lignées paternelles hongroises conquérantes est très similaire à celle des Bachkirs confirmant les sources historiques qui indiquent l'identité des deux groupes. Une autre étude (2020) note la présence importante de l'haplogroupe N3a, originaire du nord et du nord-est de l'Eurasie. Cet haplogroupe apparaît rarement chez les Hongrois modernes (contrairement à d'autres peuples de langue finno-ougrienne) mais a été retrouvé chez 37,5 % des conquérants hongrois étudiés. Ces résultats suggèrent qu'une partie des anciens Hongrois était de descendance ougrienne et qu'une partie importante parlait hongrois. Une étude de 2022 précise que le noyau des Hongrois conquérants provenait d'un mélange antérieur modélisé ainsi : Mansis actuels (50 %), premiers Sarmates (35 %) et une source orientale proche des Xiongnu et des Huns (15 %).

### Des années 830 aux années 895: l'Etelköz
La guerre civile éclate dans le khânat Khazar vers 830. Trois tribus khazares se joignent aux Protomagyars et, sous la pression des Pétchenègues, tous s'installent dans la région que les Magyars désignent sous le nom d'Etelköz, entre les Carpates et le Don (soit l'actuelle Ukraine) où ils assimilent, déjà, des populations turcophones, iranophones et slaves, ce qui contribua à modifier le stock ethnique primitif du peuple magyar. À partir de 862, les Magyars (dès lors également désignés par le terme de Ungris : Hongrois) commencent à opérer des raids en Grande-Moravie, contre l'Empire franc et contre la Bulgarie. Ils servent également de mercenaires à divers peuples slaves d’Europe centrale, ainsi qu'à la Francie orientale comme en 892, lorsque des cavaliers magyars sont recrutés par le roi Arnulf de Carinthie, en guerre contre la Moravie. En 889, la chronique du Franc Réginon de Prüm (Reginonis abbatis Prumiensis Chronicon, année 889), probablement peu objective, décrit les Magyars comme de véritables barbares. Selon Réginon, les Magyars (encore païens et semi-nomades), dont la férocité « surpassait celle des bêtes sauvages », mangeaient de la viande crue, de la chair humaine, et dévoraient le cœur de leurs ennemis et buvaient leur sang, pour s'approprier leurs forces.
Venus de l'Oural et installés vers 840 dans le territoire appelé Etelköz, les Magyars en sont chassés par les Pétchenègues vers 895, et les sept tribus magyares (Jenő, Kér, Keszi, Kürtgyarmat, Megyer, Nyék et Tarján) migrent dans la plaine de la Pannonie en 896 sous la conduite d'Árpád. Là, ils soumettent les duchés slaves de Savarie, Blatnie et Sisak (plus connus par les noms de leurs princes Pribina, Kocel ou Braslav, vassaux des rois germaniques) et mettent fin à la domination du royaume tchèque de Grande-Moravie au nord-ouest et du premier Empire bulgare au sud-est du bassin du moyen-Danube qui devient ainsi la Hongrie. Pour trouver et ramener des ressources, les Magyars lancent entre 899 et 955 pas moins de trente-trois campagnes militaires vers l'Occident et vers Byzance qui les amènent à parcourir en tous sens l'Allemagne (jusqu'à Brême), les Flandres, la France, l'Italie (jusqu'en Campanie et Apulie), le nord de la péninsule Ibérique et la péninsule des Balkans, de l'Atlantique et de la mer du Nord jusque sous les murailles de Constantinople (en 934).

### Après 895: l'installation dans le bassin du moyen-Danube

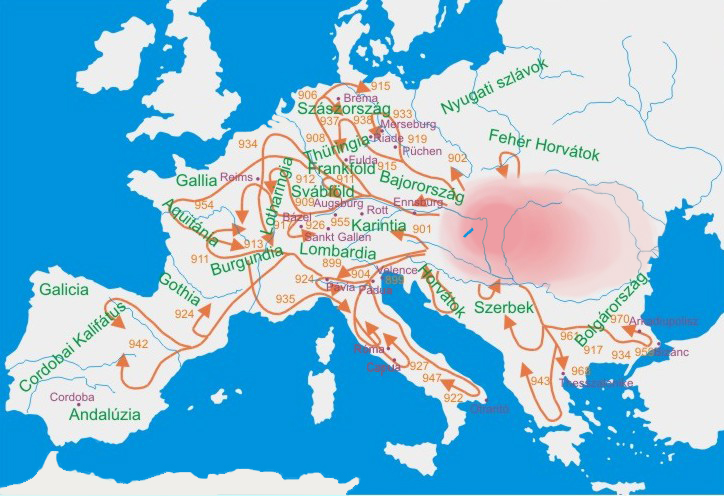
Principales expéditions magyares en Europe au Xe siècle

En 895/896, sous la direction probable d'Árpád, une partie des tribus proto-magyares traverse la chaîne des Carpates pour entrer dans le bassin du moyen-Danube. La tribu Megyer (Magyar) est aux avant-postes de cette conquête. Cet épisode est considéré par le récit national hongrois comme l'acte fondateur de l'« occupation de la patrie » : Honfoglalás.
Au même moment (vers 895), l'Etelköz est attaqué par les Bulgares en représailles aux interventions des Protomagyars durant le conflit bulgaro-byzantin de 894-896, puis par les Pétchenègues. Il n'est pas clairement établi si ces attaques furent la cause ou la conséquence du déplacement vers l'ouest des Magyars d'Árpád.
Les premières installations dans le bassin des Carpates se font en Pannonie et le long du Danube et de la rivière Tisza, terres fertiles mais faiblement peuplées où avaient auparavant vécu des Slaves, des Avars, des Gépides et des Iazyges. Deux puissances qui contrôlaient jusque-là la région : la Grande-Moravie au nord-ouest et la Bulgarie au sud-est, sont alors évincées, et les canesats et voïvodats locaux, slaves, slavo-valaques ou valaques (la question est disputée) passent progressivement sous suzeraineté hongroise, ce qui est évoqué, de manière romancée, dans la chronique appelée Gesta Hungarorum (la « Geste des Hongrois ») du chroniqueur anonyme du roi Géza. Les alliés des Magyars s'installent dans le pays : les Kabars, les Khazars du khân Kursan dans le comitat actuel de Hajdú-Bihar, les Iasses dans l'actuelle région de Jász (Ïassie), les Coumans celle de Kunság (Coumanie). Sous l'influence de toutes ces populations assimilées, auxquelles s'ajoutent toutes les familles raflées en Allemagne, France, Espagne, Italie, Balkans… les Magyars se sédentarisent, abandonnent progressivement leur mode de vie pastoral, mettent le pays en culture et intègrent techniques agricoles et vocabulaire slave, germanique et latin. L'église participe activement à ce processus et les monastères fleurissent.
De nombreux Magyars restent cependant au nord des Carpates même après 895/896, comme l'indiquent de nombreux vestiges archéologiques près de Przemysl. Ils semblent pourtant avoir rejoint les autres Magyars à partir de l'an 900. Les Magyars restés dans l'Etelköz s'installent enfin, sous la pression des Bulgares et des Pétchenègues, en Transylvanie orientale où l'on pense qu'une partie de la minorité magyarophone actuelle n'est pas descendante des tribus d'Árpád mais, comme les Csángó de Moldavie, de ces Magyars restés en Etelköz : ce sont les Sicules, qui constituent environ 40 % de la population magyarophone de Roumanie, mais dont l'origine exacte est encore matière à débat. Certains avancent même que les Sicules s'étaient en fait installés en Transylvanie avant même que les tribus magyares ne quittent l'Etelköz.

#### Représentations livresques
La foudroyante apparition de ces terribles cavaliers qui rappelaient les Huns d'Attila, leur aspect, leur cri de guerre qui annonçait la mort ou l'esclavage pour ceux qui ne s'enfuyaient pas à temps, la grêle de flèches qui ne manquaient jamais leur but, tout cela terrorisait les habitants des régions envahies. Selon les témoignages de l'époque, souvent peu objectifs, les Magyars d'alors, étaient des hommes de taille très petite, au teint basané, aux yeux creux, les joues tailladées de cicatrices rituelles, la tête rasée, les jambes arquées comme il arrive aux peuples cavaliers. Les textes occidentaux parlent de sacrifices aux dieux et affirment que les Magyars (païens) buvaient le sang de leurs ennemis. Ils pratiquaient avec zèle le culte des morts et ils recueillaient avec le plus grand soin les corps de leurs camarades tombés en expédition pour les brûler et en remporter chez eux les cendres. Ils étaient convaincus que ceux qu'ils tuaient allaient être leurs esclaves dans l'au-delà.
Le butin de leurs expéditions est énorme et les populations emmenées et établies en Hongrie, nombreuses : le magyar devient la langue de communication.
Au XIIe siècle encore, les Magyars de la grande plaine hongroise — moins urbanisée et occidentalisée que l'ouest de la Hongrie — étaient assimilés à des barbares. L'évêque et chroniqueur allemand Otton de Freising, qui traversa la plaine hongroise en 1147 pour se rendre en Terre sainte, dira à propos des Magyars : « on peut accuser le sort, ou plutôt admirer la longue patience divine, d'avoir donné un si beau pays aux Hongrois, hommes hideux, aux yeux enfoncés, à la taille petite, barbares, sauvages de mœurs et de langue ; une sorte de monstres humains. »,.

### 1000: création de l'État hongrois
Les campagnes vers l'ouest sont arrêtées après la bataille du Lechfeld en 955, et l'implantation des Magyars dans la région est consacrée par le pape Sylvestre II le jour de Noël de l'an 1000, lors de la conversion du roi Étienne Ier de Hongrie (futur saint Étienne de Hongrie, Szent István en hongrois). La christianisation, commencée après la bataille du Lechfeld et généralisée au cours du XIe siècle par le roi saint Étienne, marque l'intégration du royaume de Hongrie dans l'Occident chrétien.
Dès ses origines le royaume de Hongrie a presque toujours été multiethnique, accueillant régulièrement des détachements d'autres peuples, les uns originaires d'Asie centrale et turcophones : Onoğurs, Proto-Bulgares, Khazars, Pétchenègues (besenyők), Coumans (kunok), les autres iranophones tels les Iasses (jászok), d'autres des Balkans et du Bas-Danube (oláhok : valaques), d'autres encore d'origines française ou italique (olászok) mais plus encore slave (szlávok) et germanique (szászok : Saxons). Pour améliorer leur condition, ces populations que domine la noblesse hongroise passent progressivement à la langue hongroise et au catholicisme.
Ainsi, au-delà du récit national mentionnant la filiation entre les groupes magyars et les Hongrois actuels, la Hongrie s'est caractérisée au cours de son histoire comme un territoire largement ouvert aux influences extérieures et au brassage de populations. Outre les différentes tribus mentionnées plus haut qui se mélangent plus ou moins aux Proto-Magyars puis aux Magyars au long de leur pérégrination, d'autres groupes plus ou moins identifiés contribuent à l'édification de la culture et de la langue hongroise actuelles : les Pétchenègues, Coumans ou Allemands au Moyen Âge, les Turcs pendant leur occupation de la Hongrie de 1541 à 1699, les Autrichiens, Slovaques et Serbes invités à repeupler les territoires abandonnés par les Turcs après 1700, ainsi que bien d'autres populations (Slovènes, Croates, Valaques, Roms, Juifs…) jusqu'à la période contemporaine.
| Groupes ethniques du royaume de Hongrie selon le statisticien hongrois Elek Fényes | Population c. 1840, | Pourcentage |
| ---------------------------------------------------------------------------------- | ------------------- | ----------- |
| Magyars                                                                            | 4 812 759           | ~37 %       |
| Slaves                                                                             | 4 330 165           | ~33 %       |
| Valaques                                                                           | 2 202 542           | ~17 %       |
| Allemands                                                                          | 1 273 677           | ~10 %       |
| Juifs                                                                              | 244 035             | ~2 %        |
| Français                                                                           | 6 150               | <1 %        |
| Grecs                                                                              | 5 680               | <1 %        |
| Arméniens                                                                          | 3 798               | <1 %        |
| Albanais                                                                           | 1 600               | <1 %        |
| Total                                                                              | 12 880 406          | 100 %       |

Les Roms (75 107 selon Elek Fényes), sont comptés parmi les Magyars par Fényes car ils sont de langue hongroise.
| Groupes ethniques de la partie hongroise de l'Autriche-Hongrie | Population c. 1880 | Pourcentage |
| -------------------------------------------------------------- | ------------------ | ----------- |
| Magyars                                                        | 5 135 000          | ~44 %       |
| Slovaques                                                      | 1 900 000          | ~16 %       |
| Allemands                                                      | 1 640 000          | ~14 %       |
| Roumains                                                       | 1 285 000          | ~11 %       |
| Juifs                                                          | 583 000            | ~5 %        |
| Yougo-Slaves                                                   | 570 000            | ~5 %        |
| Ruthènes                                                       | 500 000            | ~4 %        |
| Tziganes et autres                                             | 135 000            | ~1 %        |
| Total                                                          | 11 748 000         | 100 %       |

Les Magyars, minoritaires dans leur royaume, constituent encore au début du XXe siècle une minorité dominante : en 1910, dans le royaume de Hongrie, un tiers des terres appartient à moins de 9 000 familles de la noblesse hongroise, sur-représentée au Parlement de Budapest où la vie politique est essentiellement réservée aux Magyars : sur 453 députés, 372 sont magyars,.

### Autres zones de peuplement magyar

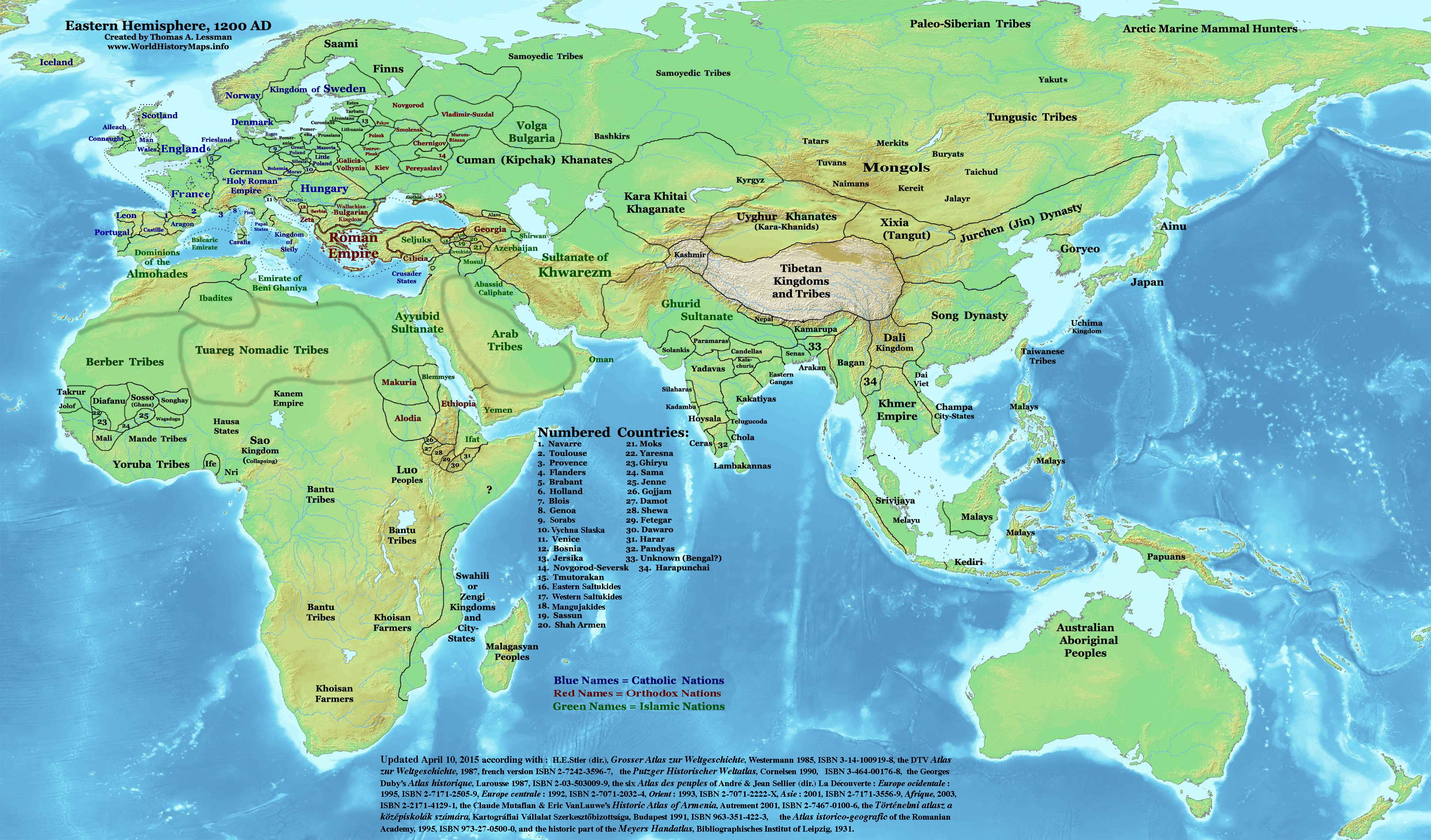
Répartition des peuples d'Asie centrale.

Après la grande migration des Magyars vers l'ouest, il est constaté trois évolutions subséquentes à la fois à partir des anciens territoires de peuplement magyar en Asie centrale, mais aussi à partir du bassin des Carpates. La première évolution concerne les Magyars orientaux, décrits par frère Julien en 1235 comme parlant une langue très proche du hongrois et se présentant comme des tribus ayant choisi de ne pas quitter l'Oural. Après les raids tatars contre le khanat bulgare de la Volga, ces Magyars auraient été exterminés ou auraient migré vers le sud, fondant le pays magyar du Caucase (hongrois : Kaukázusi Magyarország) ou Kummagyaria, sur les rives de la rivière Kama. Après avoir vécu en situation de semi-nomadisme, ils se seraient installés de façon sédentaire et se seraient adonnés à l'agriculture et à l'élevage au XIVe siècle.
Entre l'Etelköz et l'Honfoglalás, deux groupes assimilés aux Magyars se sont singularisés dans leur fonction auprès du royaume et leur zone d'implantation. Il s'agit des Csángós, installés en dehors du bassin des Carpates en Bucovine et en Moldavie et des Sicules de Transylvanie dans le Pays sicule (hongrois : Székelyföld).
Enfin, les Magyarabes seraient des descendants de Hongrois établis dans la vallée du Nil au XVIe siècle et les musulmans hongrois de Nusaybin des familles s'étant installés dans l'Empire ottoman et converti à l'islam à la suite de l'exil de Josef Bem à Alep.

## Caractéristiques socio-culturelles

### Cultes et religions

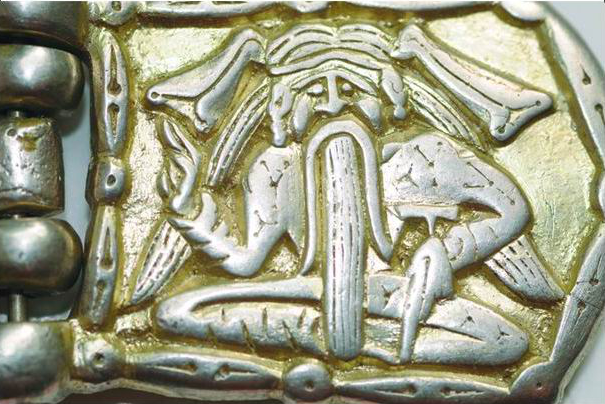
Une boucle de ceinture hongroise du IXe siècle.

La mythologie magyare (magyar mitológia) ou religion proto-magyare (ősmagyar vallás) désigne l'ensemble des mythes et des légendes des Magyars, avant que ce peuple soit christianisé au XIe siècle. Il reste aujourd'hui peu de sources sur ces anciennes croyances. Le regain d'intérêt pour les traditions proto-magyares remonte à 1900. Les principales traces servant à leur reconstitution se trouvent notamment dans des textes du Moyen Âge, la langue et le folklore hongrois, mais également dans des éléments syncrétiques perpétués par le christianisme.
La christianisation des tribus magyares est liée à la fondation de l'État hongrois par Étienne Ier de Hongrie. Celle-ci s'est faite en opposition à certains groupes descendants des premiers clans arrivés dans la plaine ainsi que contre les táltos, prêtres de l'ancienne religion. Des anciennes divinités païennes, Boldogasszony a été intégrée par les catholiques comme l'incarnation de la Vierge Marie. Les Hongrois lui vouent encore un culte très important. Dans l'imagerie populaire, le Turul, le Csodaszarvas (hu) ou le Világfa sont des traces encore vivaces de l'héritage chamane.

### Langue
Le hongrois est une langue de la branche finno-ougrienne des langues ouraliennes, dont d'autres membres sont le finnois et l’estonien. Il est parlé par environ 12,5 millions de personnes, dont les trois quarts vivent en Hongrie. Il existe aussi des communautés magyarophones dans tous les pays voisins de la Hongrie (Roumanie, Slovaquie, Serbie, Ukraine, Autriche, Croatie et Slovénie), ainsi que d’importantes communautés apparues par émigration aux États-Unis d’Amérique, au Canada, en Israël, etc. Par sa morphologie, le hongrois est typologiquement une langue agglutinante. Sa phonologie est caractérisée par l'harmonie vocalique. À côté de son vocabulaire hérité ou développé en interne, le hongrois a emprunté historiquement des mots aux langues slaves, au latin, à l'allemand et aux langues turques.

## Répartition géographique et démographie

### En Hongrie, citoyenneté hongroise et communauté nationale

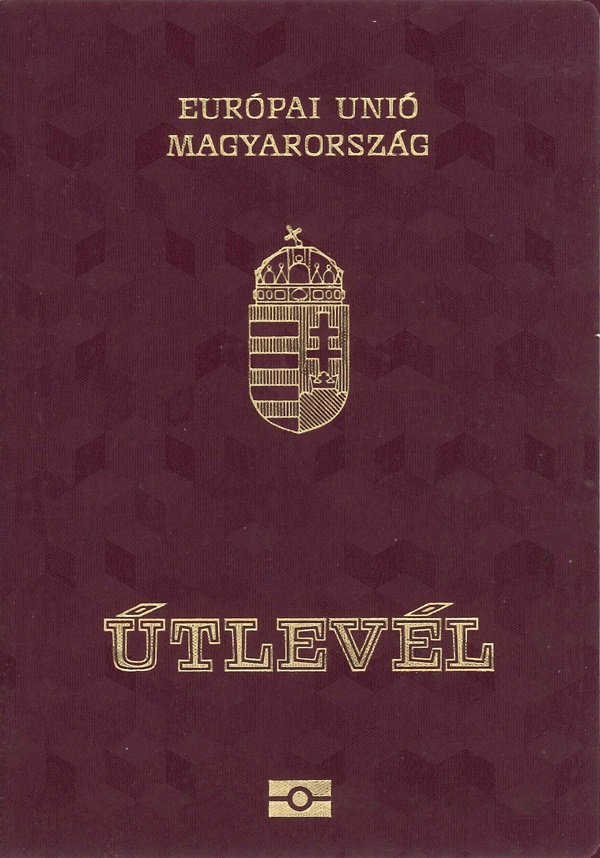
Un passeport hongrois.

La citoyenneté hongroise (magyar állampolgárság) est fondée sur le droit du sang : est considéré hongrois toute personne née d’une personne de citoyenneté hongroise, quel que soit le lieu de naissance. Le lieu de naissance ne suffit donc pas pour acquérir la citoyenneté. Pour pouvoir acquérir la citoyenneté hongroise, la Hongrie dispose d'un dispositif juridique différencié selon que le demandeur est considéré comme étranger ou comme d'ascendance magyare (notamment les Magyars d'outre-frontières). Dès lors que celle-ci est acquise, aucune forme de distinction devant la loi ne peut s'opérer entre ses détenteurs, tous membre d'une même communauté politique nationale.
La Loi fondamentale de la Hongrie définit cette communauté nationale selon une profession de foi placée avant l'introduction du texte. Elle est divisée en cinq paragraphes dont le premier commence par « NOUS, LES MEMBRES DE LA NATION HONGROISE, au début de ce nouveau millénaire, responsables pour tous les Hongrois, nous déclarons ce qui suit : »
- Le premier paragraphe énumère d’abord les « motifs de fierté des Hongrois » : « que notre roi saint Étienne, il y a mille ans, ait placé l’État hongrois sur des fondations solides et ait fait de notre patrie une part de l’Europe chrétienne », que « nos ancêtres » aient « combattu pour la conservation, la liberté et l’indépendance de notre pays », les « magnifiques réalisations intellectuelles des Hongrois », « que notre peuple, au cours des siècles, ait défendu l’Europe en combattant, qu’il ait développé les valeurs communes de celle-ci avec soin et talent ». Puis les « questions spirituelles et culturelles » : « le rôle de sauvegarde nationale de la chrétienté », « l’unité intellectuelle et spirituelle de notre nation morcelée par les orages du siècle dernier ». Les députés s’engagent à « entretenir et protéger » le hongrois « langue solitaire », « la culture hongroise, la langue et la culture des nationalités de Hongrie, les valeurs du bassin des Carpates que la nature a donné et que l’homme a conçu » tout en croyant que leur « culture nationale est une riche contribution à la diversité de l’unité européenne ».
- Le deuxième paragraphe liste les « fondements de la vie publique hongroise » : « dignité humaine », « liberté individuelle » (mais « en bonne entente avec les autres »), « la famille et la nation », « la fidélité, la foi et l’amour », « travail » (« fondement de la force de la communauté et de l’honneur de tout être humain »), « obligation de secourir les exclus et les pauvres », le « but commun des citoyens et de l’État » étant « d’obtenir une vie agréable, la sécurité, l’ordre, la justice, la liberté ».
- Le troisième paragraphe parle de « l'héritage historique » : les députés respectent « les acquis de notre constitution historique et la Sainte Couronne, qui incarne la continuité étatique constitutionnelle de la Hongrie et l’unité de la nation » mais ne reconnaissent pas « la suspension de notre constitution historique, conséquence des invasions étrangères », refusent « la prescription des crimes inhumains commis contre la nation hongroise et ses citoyens sous la domination des dictatures nationale-socialiste et communiste », ne reconnaissent pas « la continuité légale de la constitution communiste de l’année 1949, parce qu’elle fut le fondement d’une domination tyrannique ».
- Le quatrième paragraphe continue dans cette voie en affirmant que « C’est à compter du deux mai 1990, date de la formation de la première représentation populaire librement élue, qu’a été rétablie l’autodétermination étatique de notre patrie perdue le dix-neuf mars 1944 ».
- Le cinquième paragraphe contient quelques déclarations finales : le « besoin impérissable de renouvellement spirituel et intellectuel » après le « bouleversement moral du vingtième siècle », la certitude « qu’avec le talent de nos enfants et de nos petits-enfants, avec leur ténacité et leur force spirituelle, ils restaureront la grandeur de la Hongrie ».

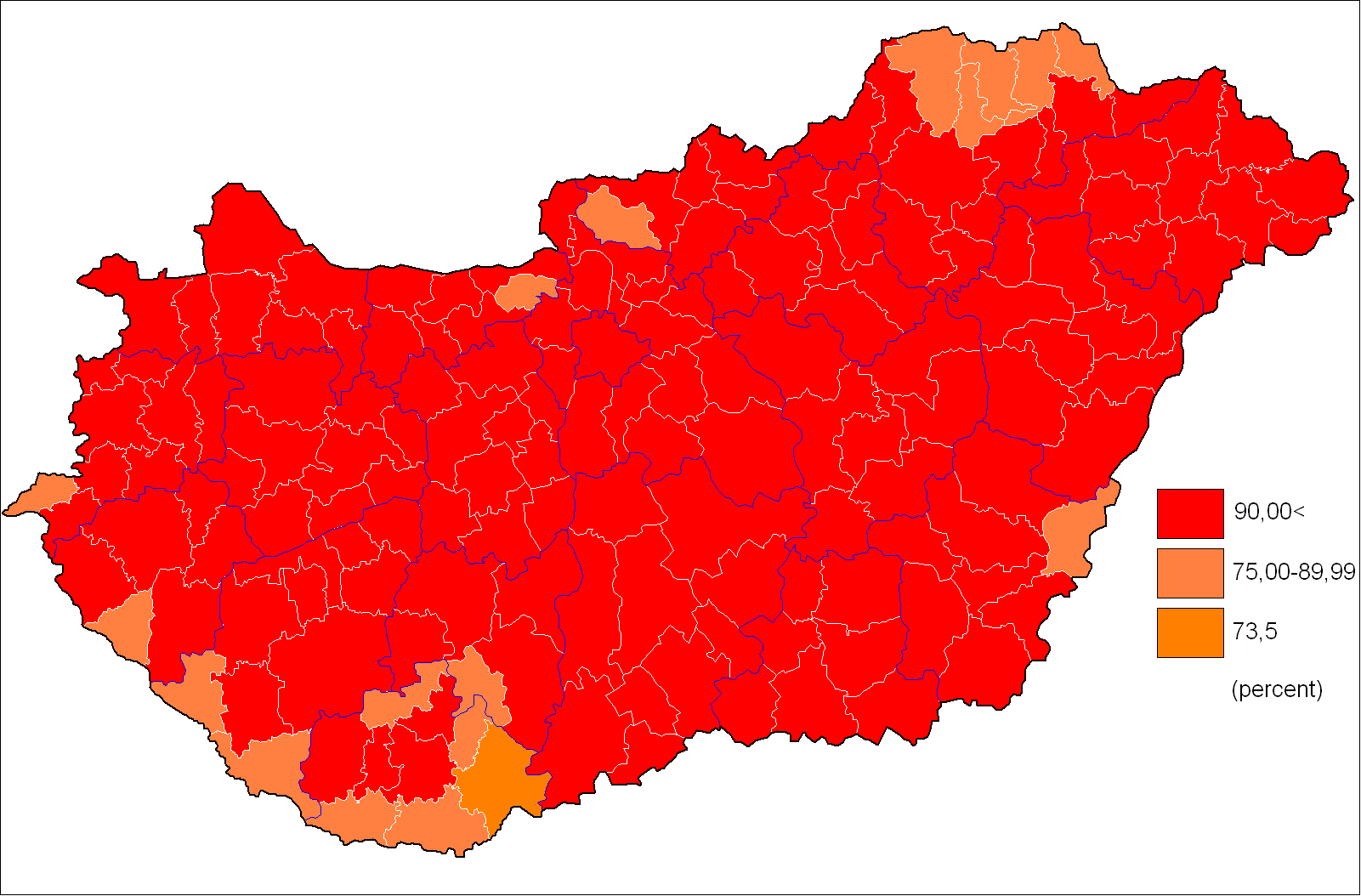
Répartition des Magyars en Hongrie selon le recensement de 2001 :
>90 %
75-90 %
73,5 %

La Loi fondamentale de la Hongrie reconnaît douze minorités nationales : Allemands, Arméniens, Bulgares, Croates, Grecs, Polonais, Roumains, Ruthènes, Serbes, Slovaques, Slovènes, Ukrainiens, et une minorité ethnique : les Roms. Ces minorités bénéficient d'une reconnaissance institutionnelle et peuvent s'organiser en collectivités. Lors des recensements de population, il est possible de se revendiquer à la fois des minorités officielles mais aussi de l'attachement à la majorité magyare. L'appartenance à une minorité et à la communauté nationale n'est donc pas contradictoire. En 2001, sur 10 198 315 habitants, 9 397 432 déclarent une affinité culturelle magyare, soit 91,65 % de la population. En deuxième position, 1,26 % revendiquent l'appartenance à la minorité rom, et 0,86 % à la minorité allemande.

### La répartition de la diaspora hongroise

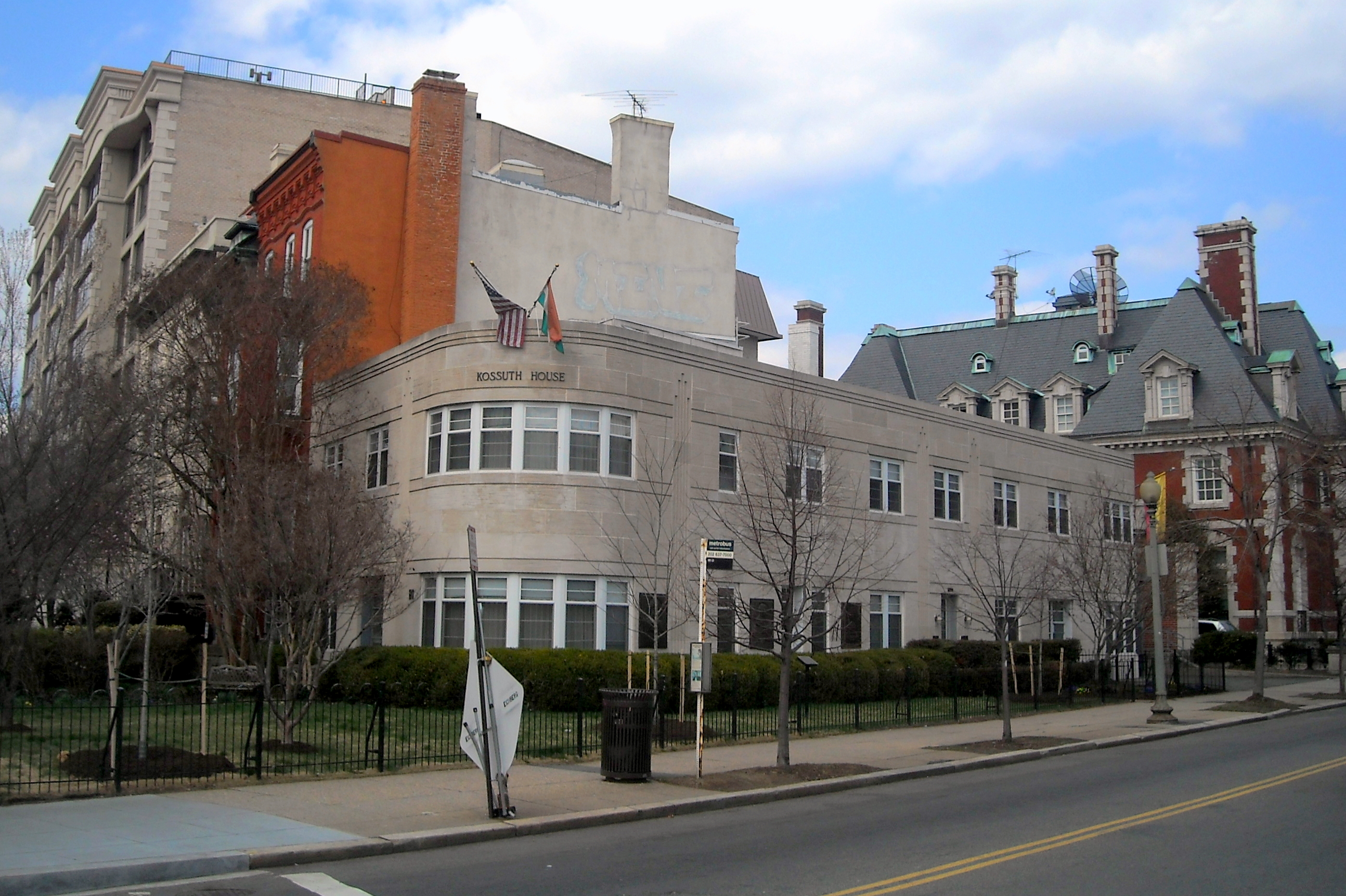
La Kossuth House, siège de la communauté réformée hongroise d'Amérique, à Washington.

La comptabilisation des membres de la diaspora hongroise repose la plupart du temps sur l'effectif des ressortissants émigrés de Hongrie, et ne tient pas compte des Magyars d'outre-frontières. Les communautés transnationales se structurent souvent selon les conditions historiques de l'expérience migratoire. On peut ainsi distinguer des premiers départs au début du siècle pour des raisons essentiellement économiques, en grande partie vers l'Europe occidentale et les Amériques, une émigration juive pendant et après la Seconde Guerre mondiale, une émigration politique lors de l'insurrection de Budapest en 1956 puis de manière plus sporadique quelques départs après la chute du communisme, mais davantage sous la forme d'expatriation que d'émigration définitive. Certaines villes comportent d'importantes communautés hongroises.
| Pays               | Estimation de la population d'ascendance hongroise | Article                 |
| ------------------ | -------------------------------------------------- | ----------------------- |
| États-Unis         | 1 563 081 (2006)                                   | Hongro-Américains       |
| Canada             | 315 510 (2006)                                     | Hongro-Canadiens        |
| Israël             | entre 200 000 et 250 000 (2000)                    |                         |
| Allemagne          | 120 000 (2004)                                     | Hongrois en Allemagne   |
| France             | entre 100 000 et 200 000 (2000)                    |                         |
| Royaume-Uni        | 80 135 (2001)                                      | Hongrois au Royaume-Uni |
| Brésil             | 80 000 (2002)                                      | Hongro-Brésiliens       |
| Russie             | 76 500 (2002)                                      |                         |
| Australie          | 55 000 (2002)                                      | Hongro-Australiens      |
| Argentine          | entre 40 000 et 50 000 (2000)                      | Hongrois en Argentine   |
| Chili              | 40 000 (2008)                                      | Hongrois au Chili       |
| Suisse             | entre 20 000 et 25 000 (2000)                      |                         |
| République tchèque | 14 672 (2001)                                      |                         |
| Turquie            | 6 800 (2001)                                       |                         |
| Irlande            | 3 328 (2006)                                       |                         |
| Total              | entre 5 305 272 et 5 470 272 individus             |                         |

### La situation des minorités magyares dans le bassin des Carpates

Populations de langue hongroise dans le bassin des Carpates au début du XXI.

Les Magyars d'outre-frontières (határon túli magyarok) regroupent les descendants des populations magyares et assimilées qui se sont retrouvées hors des nouvelles frontières de la Hongrie, redessinées en 1918 et officialisées lors du traité de Trianon en 1920. Parmi elles, certaines ont acquis la citoyenneté hongroise durant les vingt dernières années.
| Pays      | Membres de la minorité magyare            | Notes | Article                        |
| --------- | ----------------------------------------- | --- | ------------------------------ |
| Roumanie  | 1 227 623 (2011) ainsi que 1 536 Csángós) | Les populations de langue hongroise comptabilisées comme magyares se concentrent dans la région de Transylvanie et se répartissent en deux groupes distincts : les Magyars à proprement parler (environ 350 000), localisés dans l'ancien Partium et les Sicules (environ 825 000), localisés dans les județe de Covasna et Harghita, soit le Pays sicule. Les Csángós sont un groupe à part, parlant un vieux dialecte hongrois, localisé en dehors du royaume de Hongrie historique, en Moldavie roumaine. | Communauté magyare de Roumanie |
| Slovaquie | 520 528 (2001)                            | Les Magyars autochtones de Slovaquie habitent une large bande de 50 à 100 km de large le long de la frontière avec la Hongrie, au sud du pays. | Minorité magyare de Slovaquie  |
| Serbie    | 293 299 (2002)                            | La zone d'implantation historique des Magyars de Serbie est la Voïvodine, au nord du pays. | Minorité magyare de Serbie     |
| Ukraine   | 156 600 (2001)                            | Les Magyars d'Ukraine habitent à la frontière hongroise, en Ruthénie subcarpathique. | Minorité magyare d'Ukraine     |
| Autriche  | 40 583 (2001)                             | La minorité magyare d'Autriche habite le Burgenland, ancienne possession hongroise, cédée à l'Autriche en 1920. | Minorité magyare d'Autriche    |
| Croatie   | 16 595 (2001)                             | Il existe quelques villages de fondation magyare au nord du pays. | Minorité magyare de Croatie    |
| Slovénie  | 6 243 (2001)                              | Il existe quelques villages de fondation magyare à l'est du pays. | Minorité magyare de Slovénie   |
| Total     | 2 468 405 individus                       | |                                |